# Palle Mikkelborg
Palle Mikkelborg (6 maart 1941) is een Deens jazzmuzikant (trompet, bugel), orkestleider, arrangeur en componist van de jazzfusionmuziek, maar ook hedendaagse klassieke muziek.

## Biografie
Mikkelborg begon in 1956 met trompetspelen (waarop hij naar eigen zeggen autodidact is) en is sinds 1960 professioneel jazzmuzikant. Hij heeft opgenomen met de bigbands van Gil Evans, George Russell, Kurt Edelhagen, Peter Herbolzheimer, met Dexter Gordon, Terje Rypdal, Karin Krog, Jan Garbarek, Gary Peacock, Dino Saluzzi, Abdullah Ibrahim, Trilok Gurtu. Met drummer Alex Riel had hij vanaf 1967 een kwintet, met wie hij in 1970 ook in Montreux en Newport optrad. In de jaren 1970 hadden ze allebei een jazzfusiongroep genaamd V8. Een hoogtepunt van zijn werk is aan Miles Davis' album Aura uit 1984, dat hij componeerde voor Miles Davis (als eerbetoon aan zijn muzikale rolmodel, ter gelegenheid van de uitreiking van de Deense Léonie-Sonning Music Prize aan Davis in 1984) en de opname met de Deense Radio Big Band, die hij regisseerde. Met Niels-Henning Ørsted Pedersen en Kenneth Knudsen had hij het trio Heart to Heart. Hij leidt ook zijn eigen bands en speelt met zijn vrouw, de Welshe harpiste Helen Davies. Naast jazz en wereldmuziek vloeien ook invloeden van moderne klassieke muziek (Charles Ives, Olivier Messiaen) terug in zijn composities en arrangementen.

### Prijzen en onderscheidingen
In 2001 ontving Mikkelborg de Nordic Council Music Prize. In 2003 ontving hij de Deense Django d'Or als jazzlegende. In 2013 ontving hij de Ben Webster-ereprijs.

## Discografie
- 1984: Miles Davis Aura
- 1986: met Dino Saluzzi, Charlie Haden, Pierre Favre Once Upon a Time – Far Away in the South, ECM
- 1992: Anything but Grey
- ????: Vision met L. Shankar, Jan Garbarek, ECM
- 1994: Heart to Heart
- 1996: The Garden Is a Woman, Sony/BMG
- 1998: met Karin Krog You Must Believe in Spring
- 1998: met Niels-Henning Ørsted Pedersen Hommage – Once Upon a Time, Universal
- 1999: Noone of Night My God
- 2000: Voice of Silence – Louisiana Suite, Sundance (met het Danish Radio Jazz Orchestra)
- 2000: Song… Tread Lightly, Sony
- 2005: To Whom It May Concern – Greatest, Sony, 2 cd

Solo opnamen
- 1967: The Mysterious Corona (Debut)
- 1992: Anything but Grey (Columbia)
- 1993: Futopia (Columbia)
- 2000: Song Tread LIghtly
- 2013: Voice of Silence: Homage to the Louisiana Museum of Modern Art (Stunt)

Met Miles Davis
- 1989: Aura (Columbia)

Met Dexter Gordon
- 1975: More Than You Know (SteepleChase)

- 1986: The Other Side of Round Midnight (Blue Note)

Met George Gruntz
- 1983: Theatre (ECM)

Met Gary Peacock
- 1987: Guamba (ECM)

Met Terje Rypdal
- 1978: Waves (ECM)
- 1979: Descendre (ECM)
- 1995: Skywards (ECM)
- 2000: Lux Aeterna (ECM)
- 2003: Vossabrygg (ECM)

Met Dino Saluzzi
- 1985: Once Upon a Time - Far Away in the South (ECM)

Met Edward Vesala
- 1977: Satu (ECM)

Met Thomas Clausen
- 2011: Even Closer (ARTS)

Met Jakob Bro
- 2018: Returnings (ECM)

- Bibliothèque nationale de France: cb13897497t (data)
- Gemeinsame Normdatei: 134462807
- International Standard Name Identifier: 0000 0000 5514 8513
- Library of Congress Control Number: n89633321
- MusicBrainz: e668bb14-a2e9-4723-864f-fb7369d16d00
- Nationale Bibliotheek van Israël: 987007445141505171
- Nederlandse Thesaurus van Auteursnamen: 249341425
- Système universitaire de documentation: 157306941
- Virtual International Authority File: 64192686
- WorldCat: E39PBJv4k6T7fm4vtqv3KVrTHC